# Aubigny-en-Plaine
Aubigny-en-Plaine é uma comuna francesa na região administrativa da Borgonha-Franco-Condado, no departamento de Côte-d'Or. Estende-se por uma área de 6,3 km². Em 2010 a comuna tinha 525 habitantes (densidade: 83,3 hab./km²).